# Marek Kuch
Marek Jacek Kuch (ur. 3 maja 1963 w Warszawie) – polski lekarz internista i kardiolog, nauczyciel akademicki, profesor nauk medycznych, prorektor Warszawskiego Uniwersytetu Medycznego.

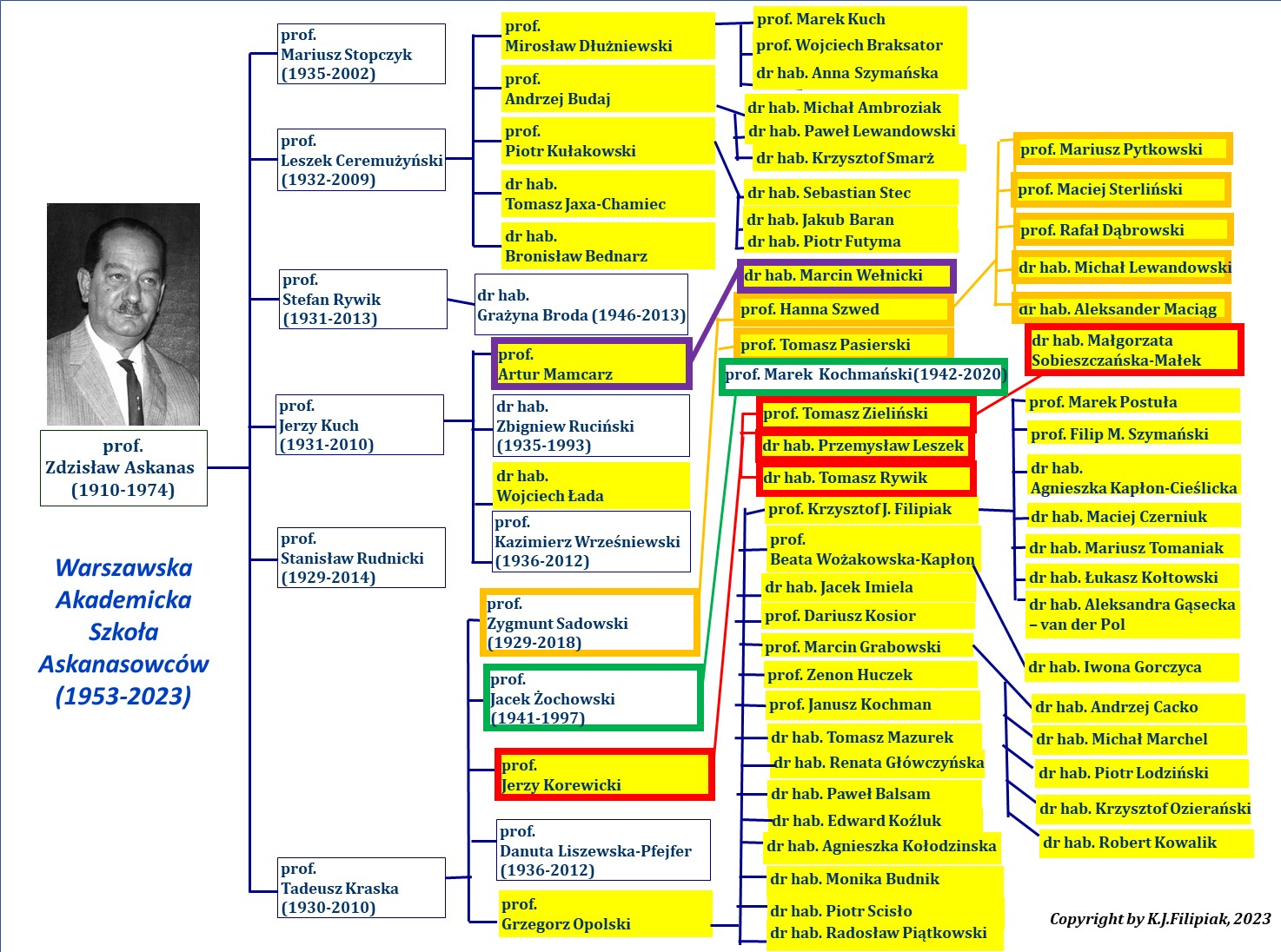
Drzewo genealogiczne przedstawicieli Warszawskiej Akademickiej Szkoły Kardiologii wywodzącej się od prof. Zdzisława Askanasa, do której należy prof. Marek Kuch

## Życiorys
Absolwent XIV Liceum Ogólnokształcącego im. Stanisława Staszica w Warszawie. W 1988 ukończył z wyróżnieniem studia medyczne w II Wydziale Lekarskim w Akademii Medycznej w Warszawie. Specjalista w zakresie chorób wewnętrznych (I stopień w 1992 i II stopień w 1995) i kardiologii (2003).
Stopień doktora nauk medycznych uzyskał w 1990 w Akademii Medycznej w Warszawie na podstawie przygotowanej pod kierunkiem Mirosława Dłużniewskiego rozprawy pt. Porównanie wartości echokardiografii przezprzełykowej z echokardiografią klasyczną w diagnostyce kardiologicznej. W 2001 w tej samej uczelni uzyskał stopień doktora habilitowanego na podstawie pracy pt. Stratyfikacja ryzyka wystąpienia ostrych zespołów wieńcowych u chorych po zawale serca z załamkiem "Q". W 2014 otrzymał tytuł naukowy profesora.
Po ukończeniu studiów rozpoczął pracę w Klinice Kardiologii II Wydziału Lekarskiego Akademii Medycznej w Szpitalu Bródnowskim, z którą jest związany do dziś. W latach 2010–2015 kierownik Zakładu Niewydolności Serca I Rehabilitacji Kardiologicznej, a od 2015 kierownik Katedry i Kliniki Kardiologii, Nadciśnienia Tętniczego i Chorób Wewnętrznych II Wydziału Lekarskiego.
W kadencji 2012–2016 i 2016–2020 Dziekan II Wydziału Lekarskiego z Oddziałem Nauczania w Języku Angielskim oraz Oddziałem Fizjoterapii Warszawskiego Uniwersytetu Medycznego.
Członek towarzystw naukowych, w tym m.in.:  Polskiego Towarzystwa Kardiologicznego i Europejskiego Towarzystwa Kardiologicznego.
Autor lub współautor ponad 600 publikacji, w tym prac oryginalnych, poglądowych, kazuistycznych, rozdziałów w książkach i monografii. Współredaktor książek z zakresu kardiologii i rehabilitacji, a także materiałów multimedialnych, dotyczących elektrokardiografii i echokardiografii, choroby niedokrwiennej serca i niewydolności serca. Jest twórcą i redaktorem naczelnym kwartalnika Medycyna Faktów i członkiem zespołów redakcyjnych wielu czasopism medycznych.

## Rodzina
Jest synem Jerzego Kucha, profesora medycyny. Z żoną Anetą ma dwie córki: Paulę i Kamilę.

## Odznaczenia i nagrody
- Złoty Krzyż Zasługi[10]
- Brązowy Krzyż Zasługi
- Medal Komisji Edukacji Narodowej
- Odznaka honorowa „Za zasługi dla ochrony zdrowia”
- Kryształowy Lancet – nagroda przyznawana przez studentów dla najlepszego nauczyciela akademickiego[11].